# Historia de Dinamarca

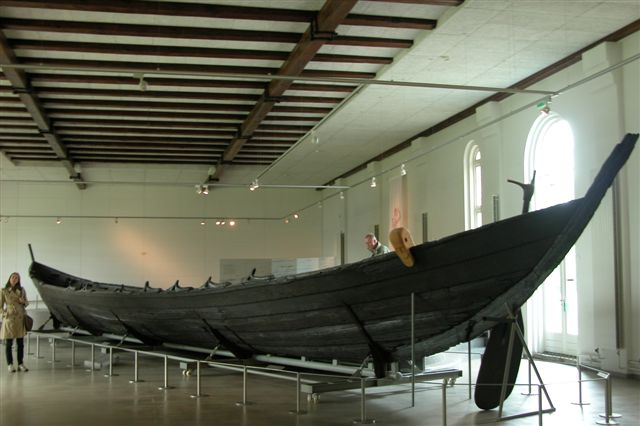
Barco (llamado "Nydam Boat") de los antiguos daneses del, cuando los "anglos" y "sajones" de Jutland invadieron las romanas islas británicas

Dinamarca ha estado poblada desde hace más de 100.000 años; sin embargo, los primeros pobladores se vieron forzados a retirarse del territorio debido al hielo que cubrió el territorio durante la glaciación. Desde el 12.000 a. C. la presencia humana ha sido constante en Dinamarca.[cita requerida]

## Prehistoria
Los primeros indicios de agricultura son del 3000 a. C. El periodo nórdico de la Edad de Bronce estuvo marcado por un pueblo que enterraba a sus muertos, junto a sus bienes terrenales, en túmulos. Se han encontrado numerosos dólmenes y tumbas fechadas en ese periodo. Entre estos hallazgos arqueológicos destacan numerosos artefactos religiosos, instrumentos musicales, así como las primeras evidencias de una sociedad estratificada en clases sociales.
Durante ese período a veces se arrojaban los cadáveres a los pantanos. Estos cadáveres son conocidos como los cuerpos del pantano. Están muy bien preservados y se han convertido en un valioso recurso para conseguir información sobre la población danesa de ese periodo. 
Durante el periodo previo a la Edad de Hierro, el clima en Dinamarca y en toda Escandinavia se volvió más frío y húmedo, limitando la agricultura y los asentamientos, que se trasladaron hacia Alemania. Existen evidencias de migraciones celtas a Dinamarca así como en otros puntos de la Europa del norte. Muestras de la cultura céltica son los nombres de algunos topónimos.

## La influencia romana
El Imperio romano mantuvo durante cinco siglos las rutas comerciales y las relaciones con los daneses como muestran diversos hallazgos de monedas romanas. Alrededor del año 200 aparece la primera inscripción rúnica, influenciada por el alfabeto latino.

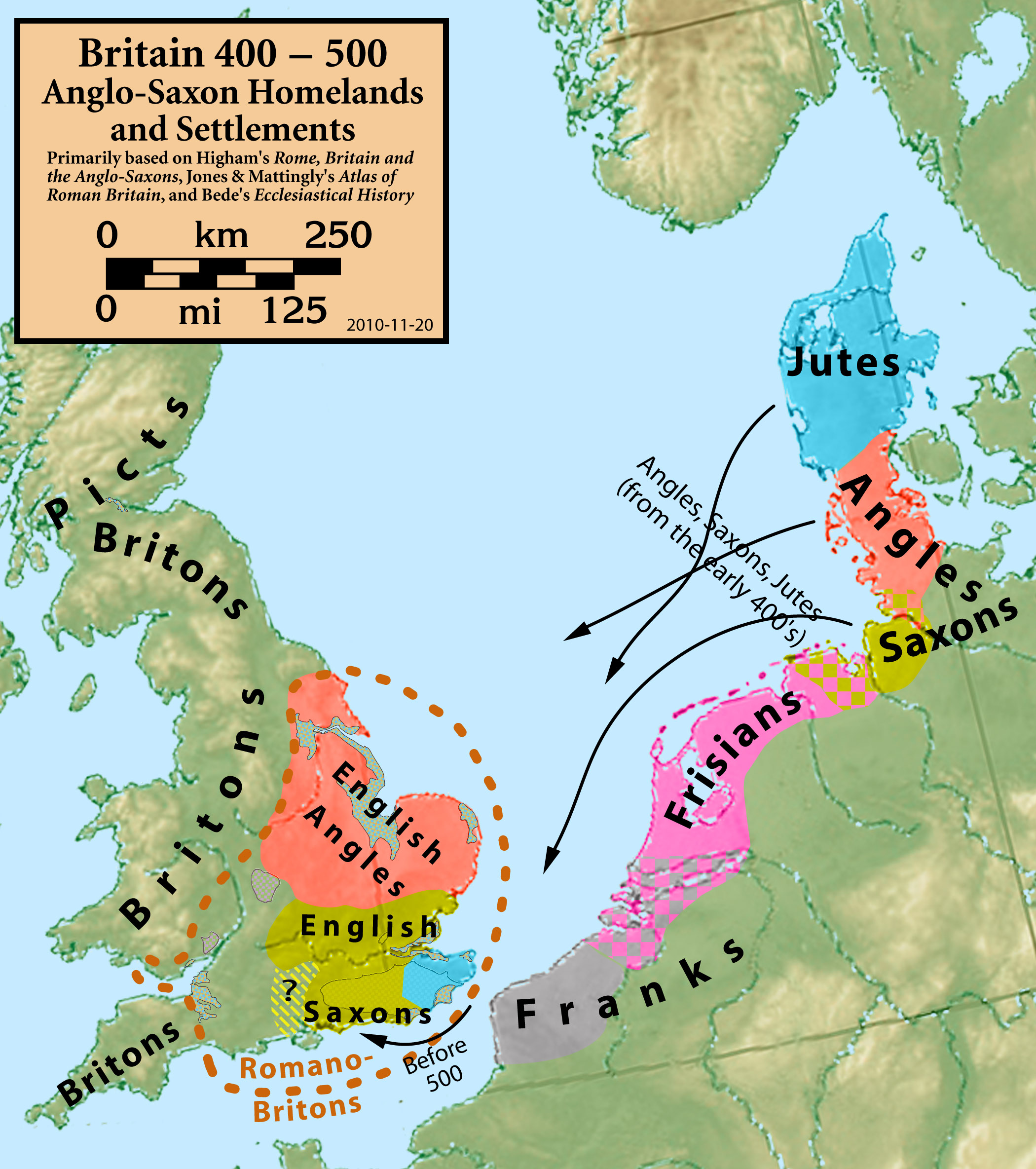
Migraciones desde Jutland hacia la romana Britannia

Desde los tiempos de Augusto los romanos mantuvieron relaciones diplomáticas de varios tipos con Jutland y las islas danesas: arqueólogos como Lars Jørgensen y  académicos como Harry Sidebotom opinan que en las islas de Fynn y Zelanda hubo un Estado cliente de Roma.
La  influencia romana fue mayor en las clases aristocráticas de la antigua Dinamarca, que fueron "romanizadas" en muchos aspectos sociales. Una consecuencia fue que al iniciarse las grandes migraciones dentro del imperio romano de occidente, los pueblos (Anglos y Jutos, ya influenciados por la riqueza romana) que habitaban la península danesa de Jutland se desplazaron hacia la romana Britannia conquistándola en el siglo V.

## La Edad de Hierro germánica
La cultura de la Europa del norte durante las migraciones masivas de los siglos V y VII recibe el nombre de edad de hierro germánica. Entre los restos correspondientes a este periodo se encuentran los cadáveres del pantano de la turba, los cuerpos bien preservados de dos hombres que fueron estrangulados, tal vez durante un sacrificio.
Las incursiones en la zona norte de Dinamarca aumentaron en el siglo V. Una de las tribus que más frecuentemente realizaba estas incursiones eran los daneses (también conocidos como Daner o Dani), procedentes del área meridional de Suecia conocida como Escania o Skåneland. El nombre de esta tribu terminó aplicándose al conjunto de Dinamarca por los alemanes que vivían en el sur de Jutlandia (en alemán antiguo, Dinamarca significa “región fronteriza habitada por daneses”.

## Los vikingos

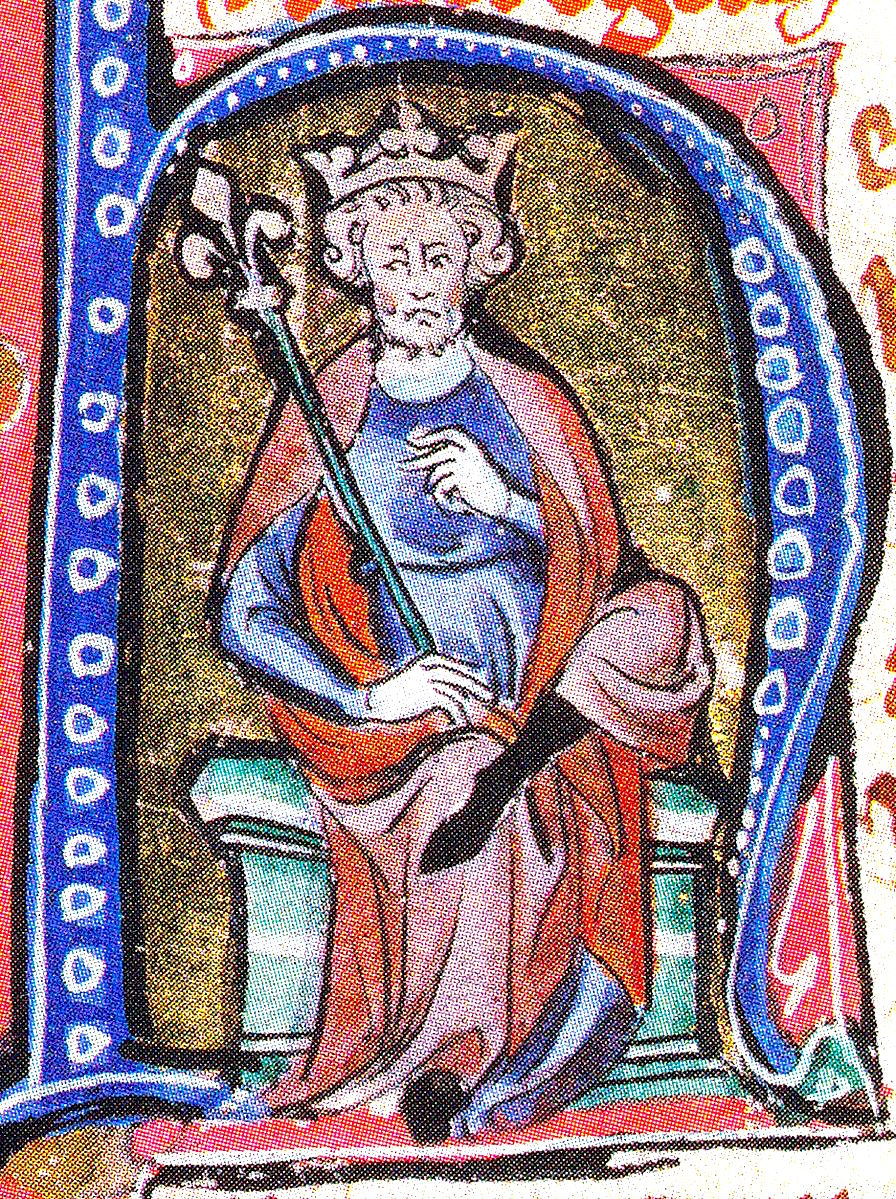
Canuto el Grande.

El pueblo que terminó siendo conocido como vikingo habitó Dinamarca entre el siglo VIII y el siglo XI. Presentaban una estructura social mucho más completa que los pueblos que habían poblado la zona con anterioridad. Los vikingos se hicieron famosos al navegar y comerciar por el resto de Europa.
Durante el periodo vikingo, Dinamarca tuvo un gran poder basado en la península de Jutlandia, la isla de Seeland y la parte sur de lo que es hoy en día Suecia. A principios del siglo XI, el rey Canuto el Grande (en danés, Knud) conquistó Inglaterra por un periodo de al menos 30 años.
Tras la muerte de Canuto el Grande en 1035, Inglaterra quedó fuera del control danés y Dinamarca sufrió una etapa de desórdenes. Los vikingos de Noruega realizaron ataques esporádicos. El sobrino del rey Canuto, Sweyn Estridson (1020-1074) restableció la autoridad real y estableció una buena relación con el Arzobispo de Bremen.
A principios del siglo XII, Dinamarca se convirtió en sede independiente de la iglesia de Escandinavia. Poco después, Suecia y Noruega formaron sus propios arzobispados fuera del control danés. A mediados del siglo XII, reinar en Dinamarca era realmente complicado: las guerras civiles se sucedieron, creando tensiones. Valdemar el grande (1131-1182) tomó el poder, lo estabilizó y realizó una reorganización de la administración. Durante su reinado se construyó un castillo en la aldea de Havn que dio origen a la que hoy en día es la ciudad de Copenhague. Valdemar convirtió al país en una potencia destacada en la zona del mar Báltico. Él y sus sucesores dirigieron diversas cruzadas para reclamar territorios situados en la actual Estonia. La leyenda dice que la bandera danesa, la Dannebrog, cayó del cielo durante una batalla ocurrida en Estonia en 1219.
Durante la Edad Media, la corona y la iglesia mantuvieron una estrecha colaboración. En este periodo se construyeron miles de iglesias por todo el país. La economía mejoró durante el siglo XII, sobre todo gracias al comercio de arenques; en el siglo XIII se inició un periodo de dificultades económicas y el derrumbamiento temporal de la autoridad del rey.

## El cristianismo
En el área de Dinamarca existieron varios reinos pequeños durante muchos años. Se cree que alrededor del año 980, el rey Harald I, conocido con el sobrenombre de Diente azul, estableció un reino unificado en Dinamarca. Un misionero alemán visitó al rey y, según cuenta la leyenda, el sobrevivió a una dura prueba que convenció al rey Harald, que se convirtió al cristianismo. La nueva religión, que sustituyó a la vieja mitología nórdica, traía ventajas para el rey, como la ayuda por parte del Sacro Imperio Romano, y permitió que Harald se deshiciera de algunos de sus opositores, fieles a la vieja mitología. La iglesia trajo una administración estable a las tierras; estabilidad que el rey utilizó para ejercer un cierto control sobre ellas.

## Las dificultades de la monarquía
Los reyes de Dinamarca tuvieron dificultades para mantener el control del reino. Hubo largos periodos de relaciones conflictivas entre los monarcas daneses y los papas de Roma, conocidos como “conflictos archiepiscopales”. A finales del siglo XIII, la fuerza del rey se encontraba debilitada y la nobleza forzó al rey a conceder un fuero, considerado como la primera constitución danesa. 
El reino siguió debilitándose: el territorio de Scania estuvo durante un tiempo bajo control sueco. En 1340 el trono recayó en Valdemar Atterdag, político experto que fue capaz de reunificar Dinamarca. La peste negra que afectó al país durante estos años, ayudó en su campaña de reunificación. Sus esfuerzos por ampliar el reino le llevaron a diversos enfrentamientos con la liga Hanseática, que se alió con Suecia para atacar Dinamarca. El ataque fracasó ya que las fuerzas danesas hundieron gran parte de la flota Hanseática. Afortunadamente para la liga, los nobles de Jutlandia se rebelaron contra el incremento de los impuestos propuesto para financiar la expansión en el Báltico: las presiones de la liga y de la nobleza obligaron al rey a exiliarse en 1370.

## Unión de Kalmar

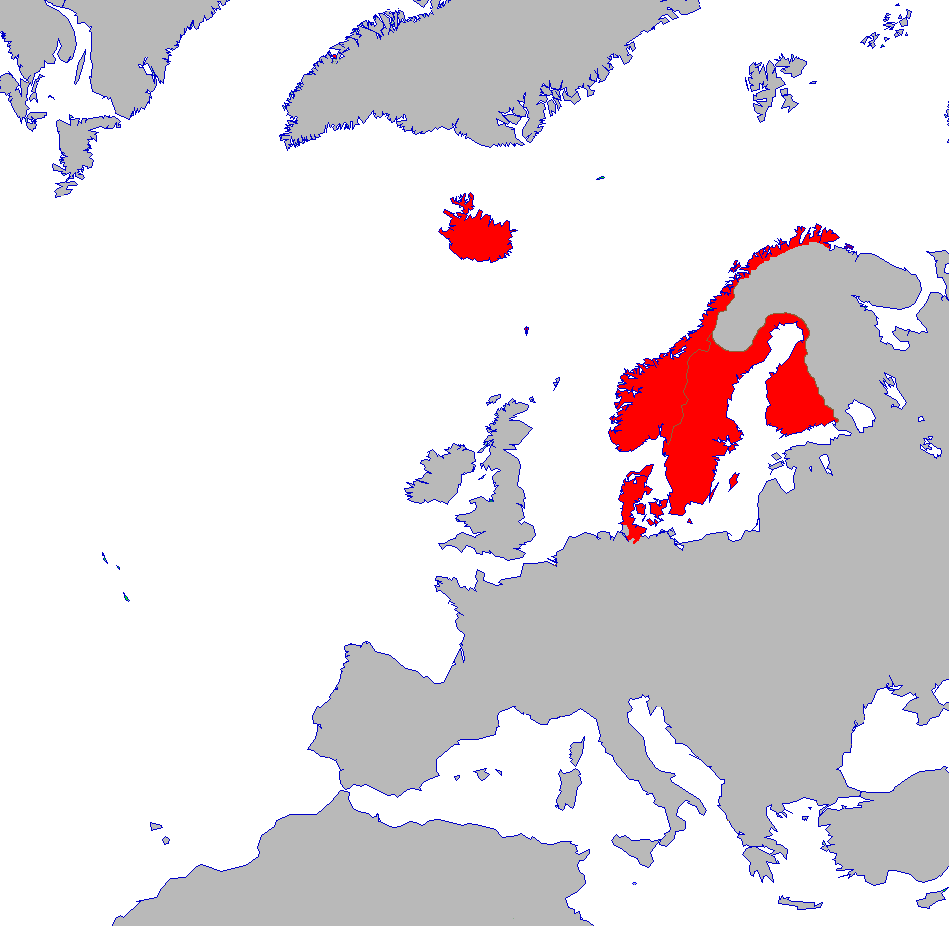
La Unión de Kalmar.

Margarita I fue la hija de Valdemar Atterdag. Se casó con Haakon VI de Noruega en un intento de unir estos dos reinos y Suecia, ya que Haakon estaba relacionado con la familia real sueca. Su hijo Olaf estaba destinado a dirigir los tres reinos pero su muerte provocó que fuera Margarita la encargada de hacerlo. Durante su vida, los reinos de Dinamarca, Noruega y Suecia (incluidas las islas Feroe así como Islandia, Groenlandia y la actual Finlandia) estuvieron unificados y bajo su mandato, en lo que se conoció como Unión de Kalmar, hecha oficial en 1397. Su sucesor Erico de Pomerania no tenía la habilidad de la reina, y fue el responsable directo de la desintegración de la Unión. Sin embargo, cuando Cristóbal de Baviera llegó al trono Escandinavia volvió a unirse, aunque de un modo breve. La nobleza sueca estaba cada vez más descontenta y la unión se convirtió en un concepto legal más que en un concepto real. A principios del siglo XVI, llegó al poder el rey Cristián II. Conquistó Suecia en un intento de reforzar la unión. Asesinó a numerosos miembros de las fuerzas suecas antiunionistas así como a civiles, entre los que se encontraban mujeres y niños. Esto destruyó toda esperanza de mantener la unión escandinava.

## La reforma
La reforma protestante originada en Alemania por las ideas de Martín Lutero fue introducida en Dinamarca en 1536, tuvo un gran impacto. La actual Iglesia de Dinamarca es luterana. Como en el resto de Europa, la expansión del protestantismo fue posible por la poderosa combinación del entusiasmo popular con el intento de los gobiernos de alejarse del control de Roma.

## Edad Moderna

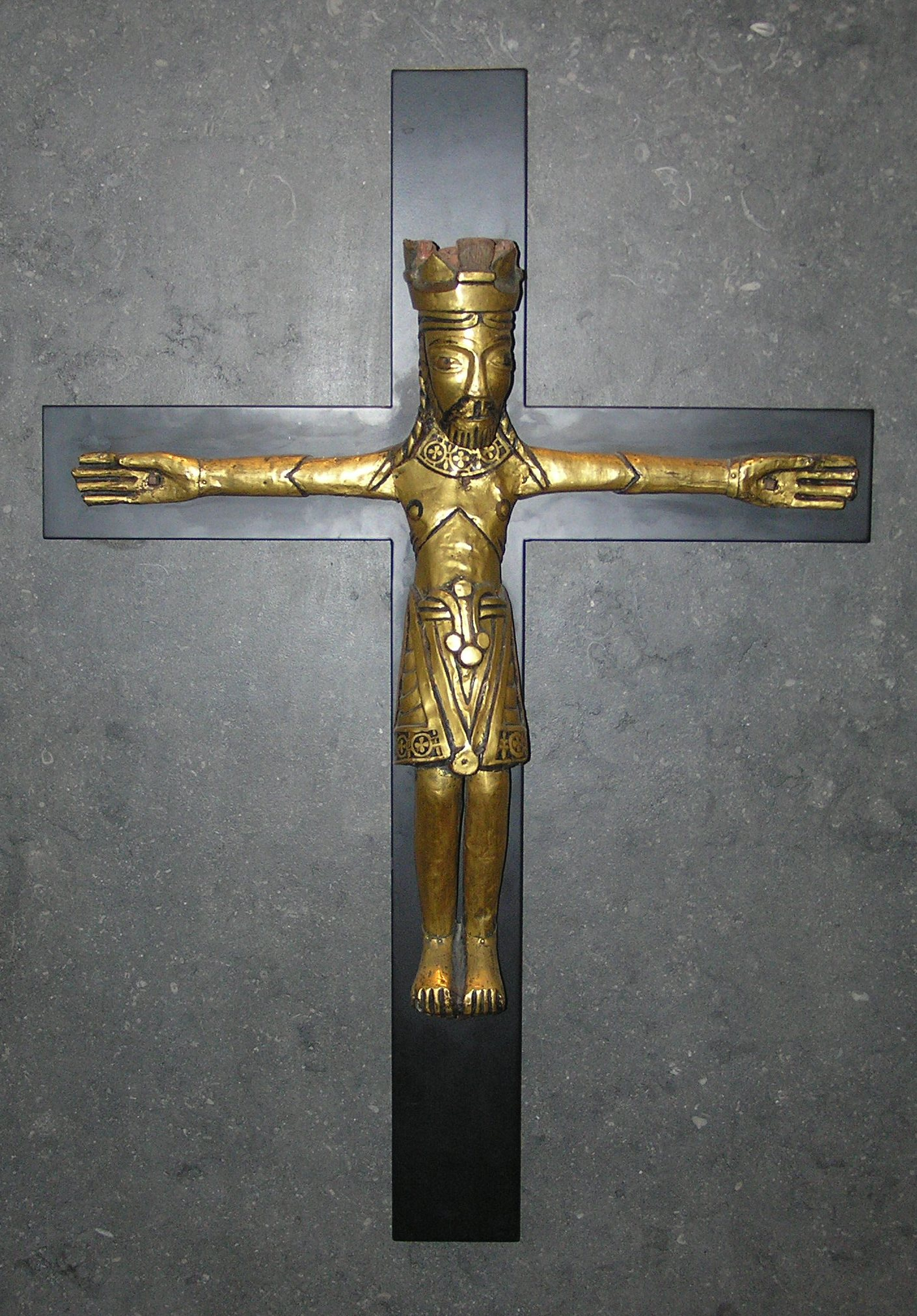
Crucifijo de Åby, cerca de Aarhus, del período 1050-1100

Durante el siglo XVI, Dinamarca creció de forma notable. La economía danesa se benefició de la Guerra de los Ocho Años en Holanda, ya que un número notable de refugiados de esa zona, la más desarrollada económicamente de toda Europa, llegó a Dinamarca. Esto ayudó a modernizar la sociedad y a establecer vínculos comerciales con Holanda.
En aquella época Dinamarca era un reino relativamente poderoso. La política europea del siglo XVI estuvo fuertemente influida por la contienda entre las fuerzas católicas y las protestantes, lo que hizo inevitable que Dinamarca se viera involucrada en la guerra si llegaba a producirse. La guerra de los Treinta Años llegó a los estados protestantes en 1620 y Dinamarca fue reclamada para defender “la causa protestante”. La intervención en Alemania de las fuerzas danesas, dirigidas por el rey Christián IV, fue un fracaso; por el contrario, la posterior intervención sueca fue un auténtico éxito.
Christián IV reinó entre 1588 y 1648. Después de su muerte, Dinamarca se enfrentó a Suecia en una nueva guerra. Un invierno anormalmente frío permitió que las tropas suecas llegaran hasta Copenhague. La paz de 1658 cedió a Suecia tres de las provincias más ricas de Dinamarca: Escania, Hallandia y Blechingia, bajo los términos del tratado de Roskilde.

## Absolutismo

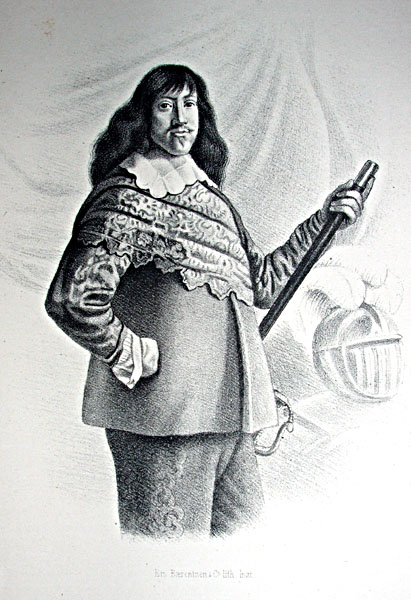
Federico III de Dinamarca.

Como resultado del desastre de la guerra contra Suecia, el rey Federico III fue capaz de convencer a los nobles de que le dieran algunos de sus poderes a cambio de una reducción de los impuestos; comenzaba así la era del absolutismo en Dinamarca.
La asamblea danesa quedó suspendida durante dos siglos. Durante este periodo, el poder se centralizó en Copenhague. El gobierno se reorganizó de una manera mucho más jerárquica, construido alrededor del rey como punto central de la administración. Los oficiales de la corte dominaban la administración, así como un nuevo grupo de burócratas. La aristocracia vio como su influencia se reducía notablemente. Tanto la administración como las leyes se modernizaron en este periodo. 
Los intentos de diversificar la economía para no depender en exclusiva de la agricultura fallaron. Durante este periodo hubo muy pocas industrias, excepto en la zona de Copenhague. A finales del siglo XVIII se realizó una extensa reforma agraria. Durante todo el siglo XVIII, la economía danesa tuvo un buen comportamiento, ya que la demanda de los productos agrícolas daneses se extendió por todas Europa. Los barcos daneses comerciaron con todo el continente así como la zona del Atlántico norte.
Las ideas del Siglo de las Luces se volvieron muy populares entre la clase media danesa, aumentando el interés por las libertades personales. Al mismo tiempo, se empezó a desarrollar un sentimiento nacionalista danés, y aumentó la hostilidad hacia los alemanes y noruegos presentes en la corte real. El antagonismo entre alemanes y daneses se hizo más fuerte a partir de mediados del siglo XVIII.

## Las guerras napoleónicas

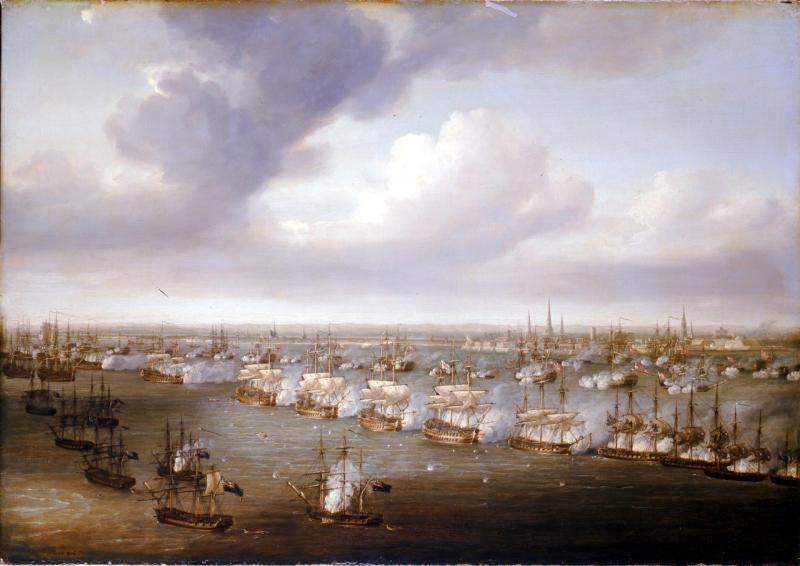
Batalla de Copenhague.

La solidez de la economía danesa se vio fuertemente afectada por las pérdidas provocadas durante las guerras napoleónicas. Dinamarca se había aliado con Francia y había librado diversas batallas contra las tropas británicas. La flota británica atacó Copenhague en 1801 (primera batalla de Copenhague). En 1807 la flota británica bombardeo de nuevo la ciudad lo que provocó numerosas bajas civiles. En 1808 un ejército español de 15.000 hombres al mando del marqués de La Romana intervino en Dinamarca en apoyo de Napoleón. Tras la derrota de la flota danesa, Noruega pasó de la corona de Dinamarca a la de Suecia por el tratado de Kiel, como recompensa a Suecia por parte del bando vencedor. Pero las revueltas noruegas terminaron en la independencia y los noruegos coronaron a Christian Frederick (el futuro Christián VIII) como rey. 
Durante este periodo, Dinamarca estuvo literalmente en bancarrota y la población sufrió grandes privaciones. Curiosamente, es conocido como la edad de oro de la historia intelectual danesa. La literatura, pintura, escultura y la filosofía tuvieron una época inusualmente brillante. Hans Christian Andersen, Søren Kierkegaard y Bertel Thorvaldsen realizaron sus obras durante este periodo.

## Nacionalismo y liberalismo
Los movimientos liberales y nacionalistas ganaron fuerza a partir de 1830. Durante la revolución de 1848 se produjo una insurrección en la anexionada región de Schleswig que fue aplastada por las tropas danesas. El 5 de junio de 1849, Dinamarca se convirtió en una monarquía constitucional. La creciente burguesía empezó a exigir un puesto en el gobierno; para evitar una revuelta sangrienta, el rey Federico VII concedió las demandas de la ciudadanía y se redactó una nueva Constitución que repartía los poderes. El rey se convirtió en la cabeza del poder ejecutivo que se complementaba con el poder legislativo, consistente en dos cámaras parlamentarias: el Folketing, que representaba a granjeros, mercaderes, comerciantes y la clase media y el Landsting que representaba a la vieja aristocracia.
La situación emergente con la nueva constitución alarmó a algunas de las antiguas elites sociales, que temían que ciudadanos con educación básica sustituyeran a profesores y profesionales en las posiciones de poder. Los campesinos, en coalición con elementos radicales de las ciudades, ganaron la mayoría de los asientos del Folketing y se inició una crisis constitucional que finalizó en 1901 con la introducción de un gobierno parlamentario. Se decidió que ningún gobierno podía actuar contra los deseos de la mayoría parlamentaría.

## La cuestión de Schleswig-Holstein
Schleswig formaba parte de Dinamarca durante la época de los vikingos, y se convirtió en un ducado danés en el siglo  XII. Dinamarca trató de reintegrar el ducado de Schleswig al reino danés en varias ocasiones. El 27 de marzo de 1848, Federico VII de Dinamarca anunció al pueblo de Schleswig la promulgación de una constitución liberal bajo la cual el ducado, preservando su autonomía local, se convertiría en parte integrante de Dinamarca. Esto provocó una revuelta iniciada por la amplia mayoría de habitantes alemanes de Schleswig-Holstein, con el objetivo de mantenerse independientes de Dinamarca y estrechar su colaboración con la Confederación Alemana. En la Primera Guerra de Schleswig (1848-1851), el ejército danés expulsó las tropas prusiana que habían apoyado la sublevación. El segundo intento de integrar el ducado de Schleswig al reino danés, debido a la firma de la Constitución de noviembre por el rey Cristián IX de Dinamarca, fue visto como una violación de los Protocolos de Londres. 

La Segunda Guerra de Schleswig resolvió violentamente el asunto de Schleswig-Holstein obligando al rey de Dinamarca a renunciar el 1 de agosto de 1864, a todos sus derechos en los ducados a favor del emperador Francisco José I de Austria y el rey Guillermo I de Prusia. En virtud del artículo XIX del Tratado de Viena, firmado el 30 de octubre de 1864, se permitió un período de seis años durante el cual los habitantes de los ducados podrían optar por la nacionalidad danesa y la transferencia de sí mismos y sus bienes a Dinamarca. En la guerra austro-prusiana de 1866, Prusia le quitó Holstein a Austria y los ducados posteriormente se convirtieron en la provincia de Schleswig-Holstein.

## SigloXX
Durante las primeras décadas del siglo XX las mujeres consiguieron el derecho al voto (1915), y algunas de las colonias danesas en las Indias occidentales se vendieron a los Estados Unidos. Durante este periodo, Dinamarca empezó una serie de reformas sociales y laborales que sentaron la base del actual Estado del Bienestar.

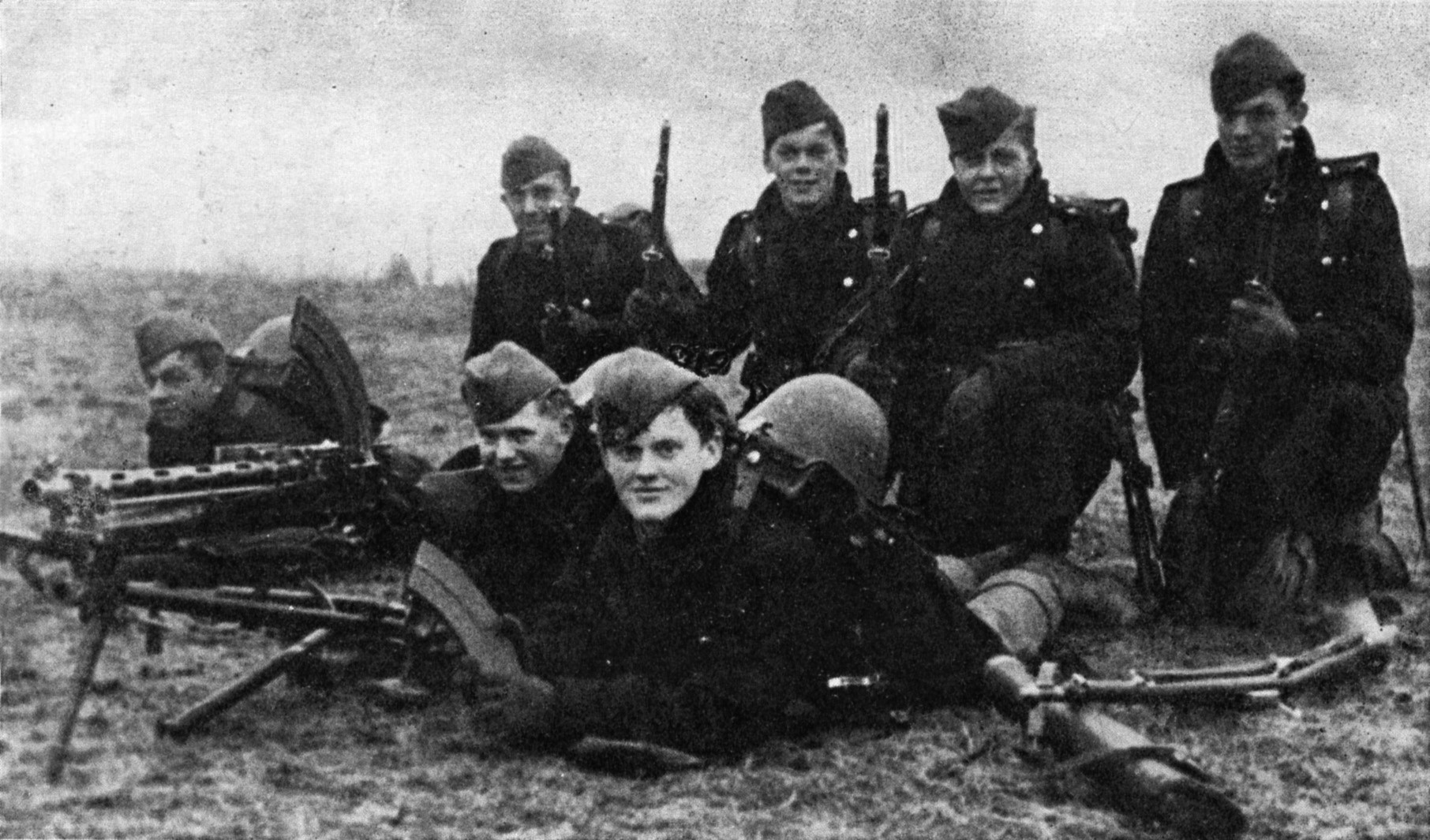
Soldados daneses durante la Segunda Guerra Mundial.

Aunque Dinamarca se mantuvo neutral durante la Primera Guerra Mundial, el conflicto afectó al país de forma considerable. El comercio con el resto de Europa se interrumpió y el continente entró en una etapa de inestabilidad económica. En las elecciones de 1924 el partido social demócrata se convirtió en el más votado, posición que mantuvo hasta el año 2001. 

### Segunda Guerra Mundial
A pesar de su declaración de neutralidad al inicio de la Segunda Guerra Mundial, Dinamarca fue invadida por las tropas nazis el 9 de abril de 1940 y estuvo ocupada hasta el 5 de mayo de 1945. Durante el inicio del periodo de ocupación, el Folketing siguió realizando sesiones y la policía se mantuvo bajo control danés. A partir de 1943, los nazis tomaron el control total sobre el país lo que provocó que se desarrollase un importante movimiento de resistencia. Aunque el control se hacía cada vez más difícil, los alemanes no se retiraron de Dinamarca hasta la llegada de las tropas aliadas, casi al final de la guerra. Durante la ocupación, un gran número de judíos daneses emigró hasta Suecia para evitar la deportación.

### La posguerra
En 1953 se realizaron algunas reformas políticas importantes en Dinamarca, como la abolición del estado de colonia de Groenlandia o la reforma constitucional que permitía la subida al trono de una mujer.
Al finalizar la Segunda Guerra Mundial el país abandonó su tradicional posición de neutralidad. Dinamarca se convirtió en miembro de las Naciones Unidas y fue uno de los miembros fundadores de la OTAN. En 1973 aprobó la entrada en la Comunidad Económica Europea, predecesora de la Unión Europea. En 2000, Dinamarca decidió por referéndum no unirse a la moneda única europea, el euro.